# گیرمو کوسیو
گیرمو کوسیو (اسپانیایی: Guillermo Cosio‎؛ زادهٔ ۱۵ سپتامبر ۱۹۵۸) بازیکن فوتبال اهل مکزیک بود.
وی همچنین در تیم ملی فوتبال مکزیک بازی کرده‌است.
وی در مسابقات بین‌المللی در مجموع برندهٔ ۱ مدال طلا شده‌است.